# Buonanotte (GionnyScandal)
Buonanotte è un singolo del rapper italiano GionnyScandal pubblicato il 25 settembre 2020.

## Tracce
1. Buonanotte – 2:56